# Lalawélé Atakora
Lalawélé Atakora, detto Lala (Lomé, 9 novembre 1990), è un ex calciatore togolese, di ruolo centrocampista.

## Carriera

### Club
Atakora cominciò la carriera professionistica con la maglia del Fredrikstad. Debuttò nella Tippeligaen il 30 agosto 2009, quando sostituì Hans Erik Ramberg nella sconfitta per 2-0 sul campo del Tromsø. Passò poi in prestito agli svedesi dell'IFK Värnamo. Nel frattempo, il Fredrikstad retrocesse in Adeccoligaen e, al suo ritorno in squadra nel 2010, si ritrovò in questa divisione. Contribuì con 5 presenze alla risalita del club nella Tippeligaen.
Il calciatore passò poi all'AIK nel corso del 2011. Esordì nella Allsvenskan il 28 agosto dello stesso anno, subentrando a Kwame Karikari nella vittoria per 1-0 sul Syrianska. Il 1º ottobre segnò la prima rete in campionato con questa maglia, nel successo per 2-1 sul GAIS. Dopo il prestito del primo anno, la società svedese lo preleva a tutti gli effetti.
Nel luglio 2013 Atakora passa a titolo temporaneo ai turchi del Balıkesirspor, stessa squadra che pochi giorni prima aveva prelevato dall'AIK il compagno di squadra Karikari, anche in questo caso in prestito. All'esordio in campionato ha segnato il gol del definitivo 1-0 contro il Tavşanlı. Un anno più tardi, scaduto il prestito, ha terminato la stagione all'AIK.
Nel gennaio 2015 viene ufficializzato il suo passaggio all'Helsingborg, formazione anch'essa militante in Allsvenskan, rimanendovi per due anni prima di proseguire la carriera in Turchia, Azerbaigian e Kuwait.
Nel novembre del 2020 è tornato a giocare nel campionato del Togo accettando l'offerta dell'ASKO Kara, con cui ha disputato i preliminari della CAF Champions League 2020-2021 persi contro gli ivoriani dell'RC Abidjan. La sua permanenza in squadra è durata circa tre mesi, dopodiché è tornato in Svezia per giocare nella locale quarta serie nazionale con i colori del Syrianska.

### Nazionale
Ha giocato nella nazionale togolese Under-20.
Dal 2011 Atakora è un giocatore della nazionale maggiore del Togo.

## Statistiche

### Presenze e reti nei club
Statistiche aggiornate al 28 luglio 2013.
| Stagione           | Club               | Campionato         | Campionato | Campionato | Coppe nazionali | Coppe nazionali | Coppe nazionali | Coppe continentali | Coppe continentali | Coppe continentali | Supercoppe | Supercoppe | Supercoppe | Totale | Totale |
| Stagione           | Club               | Comp               | Pres       | Reti       | Comp            | Pres            | Reti            | Comp               | Pres               | Reti               | Comp       | Pres       | Reti       | Pres   | Reti   |
| ------------------ | ------------------ | ------------------ | ---------- | ---------- | --------------- | --------------- | --------------- | ------------------ | ------------------ | ------------------ | ---------- | ---------- | ---------- | ------ | ------ |
| 2009               | Fredrikstad        | T                  | 2          | 0          | CN              | 0               | 0               | -                  | -                  | -                  | -          | -          | -          | 2      | 0      |
| gen.-ago. 2010     | Värnamo            | D1                 | 8          | 3          | CS              | ?               | ?               | -                  | -                  | -                  | -          | -          | -          | 8      | 3      |
| ago.-dic. 2010     | Fredrikstad        | A                  | 5          | 0          | CN              | 0               | 0               | -                  | -                  | -                  | -          | -          | -          | 5      | 0      |
| Totale Fredrikstad | Totale Fredrikstad | Totale Fredrikstad | 7          | 0          |                 | 0               | 0               |                    | -                  | -                  |            | -          | -          | 7      | 0      |
| 2011               | AIK                | A                  | 7          | 1          | CS              | 0               | 0               | -                  | -                  | -                  | -          | -          | -          | 7      | 1      |
| 2012               | AIK                | A                  | 22         | 1          | CS              | 2               | 0               | EL                 | 7                  | 0                  | -          | -          | -          | 31     | 1      |
| 2013               | AIK                | A                  | 9          | 1          | CS              | 1               | 0               | -                  | -                  | -                  | -          | -          | -          | 10     | 1      |
| Totale AIK         | Totale AIK         | Totale AIK         | 38         | 3          |                 | 3               | 0               |                    | 7                  | 0                  |            | -          | -          | 48     | 3      |
| 2013-2014          | Balıkesirspor      | B                  | 36         | 5          | CT              | 3               | 0               | -                  | -                  | -                  | -          | -          | -          | 39     | 5      |
| 2014               | AIK                | A                  | 2          | 0          | CS              | -               | -               | -                  | -                  | -                  | -          | -          | -          | 2      | 0      |
| Totale carriera    | Totale carriera    | Totale carriera    | 94         | 11         |                 | 6               | 0               |                    | 7                  | 0                  |            | -          | -          | 107    | 11     |

## Palmarès

### Competizioni nazionali
- Coppa d'Azerbaigian: 1

Qəbələ: 2018-2019